# Castroncelos
Santiago de Castroncelos és una parròquia i localitat del municipi gallec d'A Pobra do Brollón, a la província de Lugo. Limita amb les parròquies d'A Pobra do Brollón i Lamaigrexa al nord, Cereixa a l'oest, Salcedo a l'est, i Abrence al sud.
El 2015 tenia 141 habitants agrupats en 7 entitats de població: Castroncelos, O Empalme, A Estación, Martul, Outeiro, Piñeiros i Vilarmao.
Entre el seu patrimoni destaquen l'església de Santiago, de l'època medieval, la capella de Facendas situada a Piñeiros i la Casa do Mesón. Les festes se celebren el 25 de juliol en honor de l'Apòstol Santiago.